# ۸ آبان
۸ آبان دویست و بیست و چهارمین روز سال در گاه‌شماری خورشیدی است. به پایان سال ۱۴۱ روز (۱۴۲ روز در سال کبیسه) باقی‌است.

## رویدادها
- ۱۳۸۹ ‐ ادغام دانشگاه علوم پزشکی ایران در دانشگاه علوم پزشکی تهران[۱]
- ۱۳۹۴ - سیل ۱۳۹۴ ایلام
- ۱۳۹۶ - حادثه ۸ آبان ۱۳۹۶ هواپیمای آموزشی

## زادروزها
- ۱۳۵۱ - امیرحسین صدیق، بازیگر
- ۱۳۵۸ - مهدی عمیدی، کوهنورد
- ۱۳۷۶ - علی‌اصغر مجرد، بازیکن والیبال

## درگذشت‌ها
- ۱۳۸۶ - قیصر امین‌پور، شاعر
- ۱۳۹۰ - عباسعلی عمید زنجانی، نماینده دوره سوم مجلس شورای اسلامی و دوره چهارم مجلس شورای اسلامی از حوزه انتخابیه تهران، ری، شمیرانات، اسلامشهر و پردیس
- ۱۳۹۸ - اعظم طالقانی، نماینده تهران در دوره نخست مجلس شورای اسلامی و فرزند سید محمود طالقانی
- ۱۴۰۱ - حسین مفید، رئیس دیوان عالی کشور

## مناسبت‌ها
- روز محیطبان